# Eben am Achensee
Eben am Achensee è un comune austriaco di 3 092 abitanti nel distretto di Schwaz, in Tirolo. Si trova nelle Alpi di Brandenberg.